# Famille de Bascher
Pour les articles homonymes, voir Bascher.
La famille de Bascher est une famille subsistante d'ancienne bourgeoisie française, originaire de Nantes en Bretagne. 
Au XIXe siècle, elle se divise en deux branches. L'une des deux, éteinte, a reçu des lettres patentes de noblesse en 1818 sous la Restauration.
Elle compte parmi ses membres un officier vendéen, un érudit moine bénédictin  et un dandy parisien.

## Histoire
La famille de Bascher a pour premier aïeul connu Pierre Bascher, né en 1520. Son fils Gaspard Bascher (1560-1615) est marchand à Doué-la-Fontaine. Leur descendant, Jean Bascher (1673-1747), est sénéchal de la juridiction de la Gascherie et de la Chapelle-sur-Erdre, procureur au siège présidial de Nantes.
Gustave Chaix d'Est-Ange écrit que cette famille appartient à la haute bourgeoisie nantaise jusqu'à la Révolution française.
Arnaud Clement (2023) confirme que cette famille est originaire de Nantes (Bretagne). Il écrit que l'une de ses branches Bascher de Souché a été anoblie en la personne de Joseph-Julien Bascher (1762-1841), par lettres patentes du 28 mars 1818, et qu'elle s'est éteinte avec Agnès de Bascher en 1957. Il précise aussi que cette famille subsiste par la postérité d'un frère aîné (non anobli) dudit Joseph-Julien.
À la suite d'un mariage en 1814 avec Marie-Émilie Lenfant de Louzil la branche de Bascher subsistante hérite du château de Beaumarchais et ajoute ce nom au sien. Gustave Chaix d'Est-Ange précise qu'une demande de régularisation de ce nouveau patronyme de Bascher de Beaumarchais a été effectuée mais que celle-ci n'a pas été agréée. En 1890 le tribunal civil de Nantes solde une affaire confrontant le colonel de la Rue-Beaumarchais aux Bascher par une interdiction pour cette famille de porter le nom Beaumarchais.
Olivier Guichard (1920-2004) descend de la branche anoblie éteinte Bascher de Souché par sa grand-mère Malcy Bascher (1869-1950).

## Personnalités
- Joseph-Julien de Bascher dit « Bascher des Mortiers » (1762-1841), officier vendéen. Il prend une part active à la guerre de la Vendée et aux soulèvements de 1815 et 1832. Émigré d'abord en Angleterre, il revient en Vendée avec une mission du comte d'Artois. Il est nommé colonel et fait chevalier de Saint-Louis en 1813, avant d'être anobli le 28 mars 1818 par lettres patentes du roi Louis XVIII[4].  Il est marié à Marie Symon de Souché[1],[5].
- Dom Jacques de Bascher (1915-1989)[6], érudit, moine bénédictin et écrivain[7]. Il est d'abord moine de l'abbaye Saint-Pierre de Solesmes (1933-1948) avant de rejoindre l'abbaye Notre-Dame de Fontgombault (1948-1989).
- Jacques de Bascher (1951-1989), dandy parisien. Il est un amant d'Yves Saint Laurent et compagnon de Karl Lagerfeld[8] de 1971 à sa mort.
- Anne de Bascher (1944-2021), romancière[9],[10].

## Filiation
D'après les ouvrages d'Henri Beauchet-Filleau et Gustave Chaix d'Est-Ange, :
- Pierre Bascher (né en 1520). Marié avec Barbe Benoist en 1535, dont notamment :
  - Gaspard Bascher (1560-1615), marchand à Doué-la-Fontaine. Marié avec Madeleine Menoust, dont notamment :
    - Noël Bascher (1603-1654). Marié en 1625 avec René Thoreau, dont notamment :
      - Jean Bascher (1628-1673). Marié en 1653 avec Marthe Picard, dont :
        - Jean Bascher (1673-1747), sénéchal de la juridiction de la Gascherie et de la Chapelle-sur-Erdre, procureur au siège présidial de Nantes, marié à Marie Le Bascle, dont :
          - Pierre (né en 1724), sieur du Préau, conseiller auditeur en la Chambre des comptes de Nantes en 1752, décédé sans postérité.
          - Joseph-Julien Bascher (né en 1723), avocat en parlement, conseiller du roi, lieutenant particulier, assesseur civil et criminel au siège royal de l'amirauté de Nantes. Marié en 1748 à Geneviève Marrier de Voscery, dix enfants, dont notamment :
            - Marie-Pierre-Charles Bascher (1750-1794), conseiller du roi, lieutenant particulier et assesseur civil et criminel au siège royal de l'amirauté de Nantes, l'un des 132 Nantais (Affaire des 132 modérés nantais). Marié à une Razeau de Beauvais, dont :
              - Pierre-Paul de Bascher (né en 1790 à Nantes). Il prend une part active aux soulèvements de la Vendée en 1815 et 1832 et il devient propriétaire du château de Beaumarchais, près des Sables-d'Olonne. Marié en 1814 à Marie-Émilie Lenfant de Louzil, dont notamment :
                - Marie-Théophile de Bascher (1829-1903), agronome, par ailleurs propriétaire du château de la Berrière. Marié en 1862 à Mélanie Guillaume, dont notamment :
                  - Joseph de Bascher (1868-1936). Marié en 1900 à Louise Bossion, dont postérité subsistante.

            - Joseph-Jean Bascher, prieur des chartreux († 1801).
            - Jean-Michel Bascher, prêtre, chanoine de Provins et aumônier de la reine Marie-Antoinette[11].
            - François-Alexandre Bascher, vicaire général du diocèse de Nantes.
            - Joseph-Julien Bascher (1762-1841) dit « Bascher des Mortiers », officier des guerres de Vendée. Marié à  Marie-Odile Symon de Souché, dont deux enfants :
              - Joseph Bascher de Souché (né en 1799), officier de la garde royale, il se distingue dans la guerre d'Espagne en 1823. Marié à sa cousine  Marie-Anne-Sophie Symon de Souché, dont un fils :
                - Joseph Alfred de Bascher de Souché (1827-1890), lieutenant-colonel, maire de Bouguenais. Marié en 1857 à Nelly Juchault des Jamonières (1834-1862), puis en 1868 à Adrienne Marion de Beaulieu (1840-1891), dont notamment :
                  - Louis Bascher, dernier de la branche Bascher de Souché en ligne masculine. Marié à Marie Jeanne Lauras, sans postérité.

              - Charles Bascher, tué en Vendée en 1832.

## Alliances
Les principales alliances de la famille de Bascher sont : Haward de La Blotterie (1679), Bineau de Rosny (1691), Durant de La Pastellière (1711), de Courval (1717), Goupil de Bouillé (1718), Guillermo (1735), Bineau, Marrier de Voscery (1748), Piet de Beaurepaire (1749), Razeau de Beauvais, Symon de Souché, Grignon du Moulin (1775), Lebeau du Bignon, Lenfant de Lanzil (1814), Poullain des Dodières, Juchault des Jamonières (1857), Guillaume (1862), Bossion, Petit, de Becdelièvre, de Boussineau, de Blair, Marion de Beaulieu (1868), Scourion de Beaufort (1883), Guichard (1892), Marcetteau de Brem (1892), Guichard (1892), Robet, Devars du Mayne.

## Demeures
La famille de Bascher a détenu plusieurs domaines :
- Château de la Berrière, à Divatte-sur-Loire près de Nantes (Loire-Atlantique) qui appartient toujours à la même famille[12] ;
- Château de Beaumarchais (Vendée) ;
- Manoir de Praud, à Rezé près de Nantes (Loire-Atlantique).

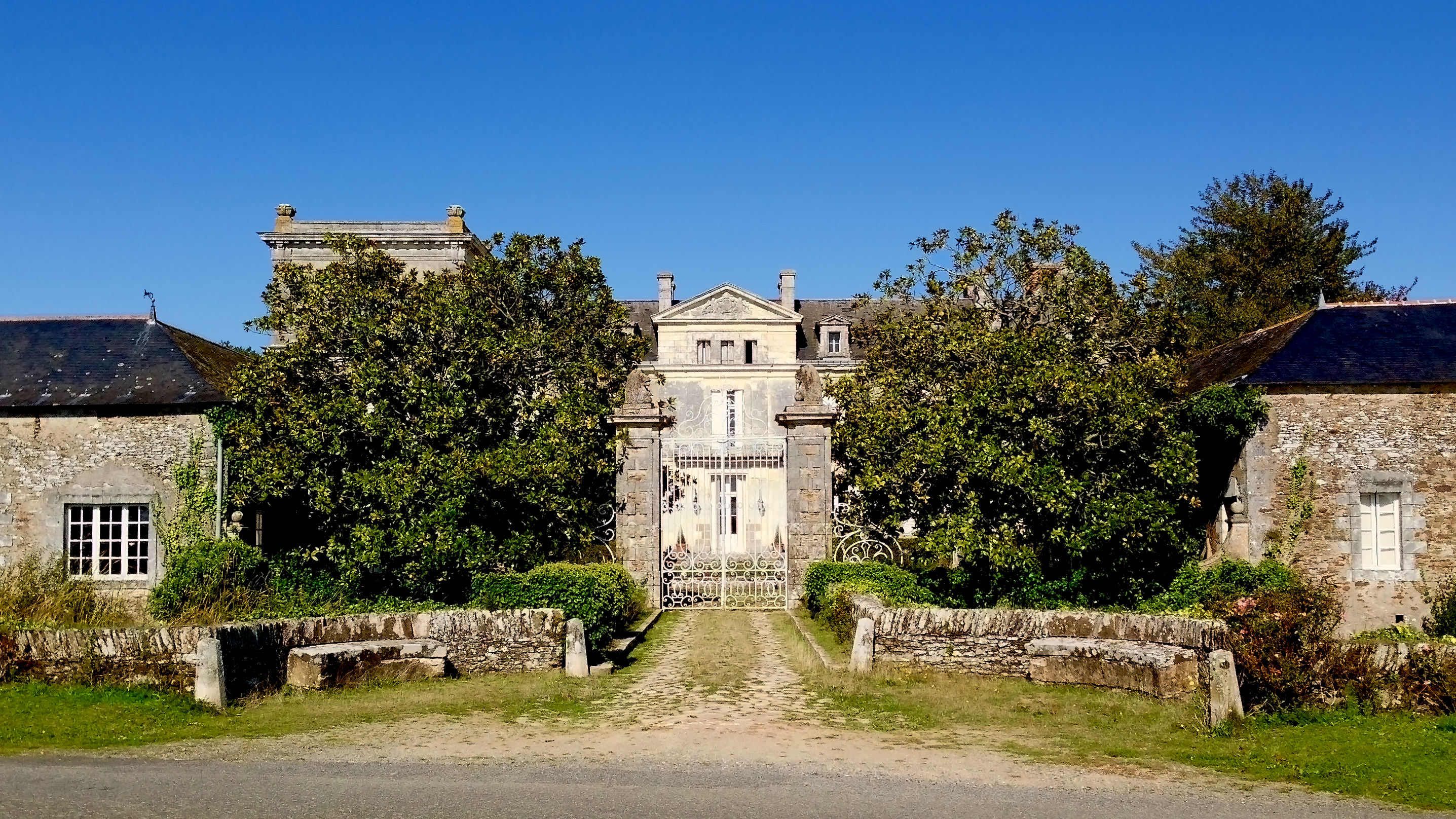
Château de la Berrière
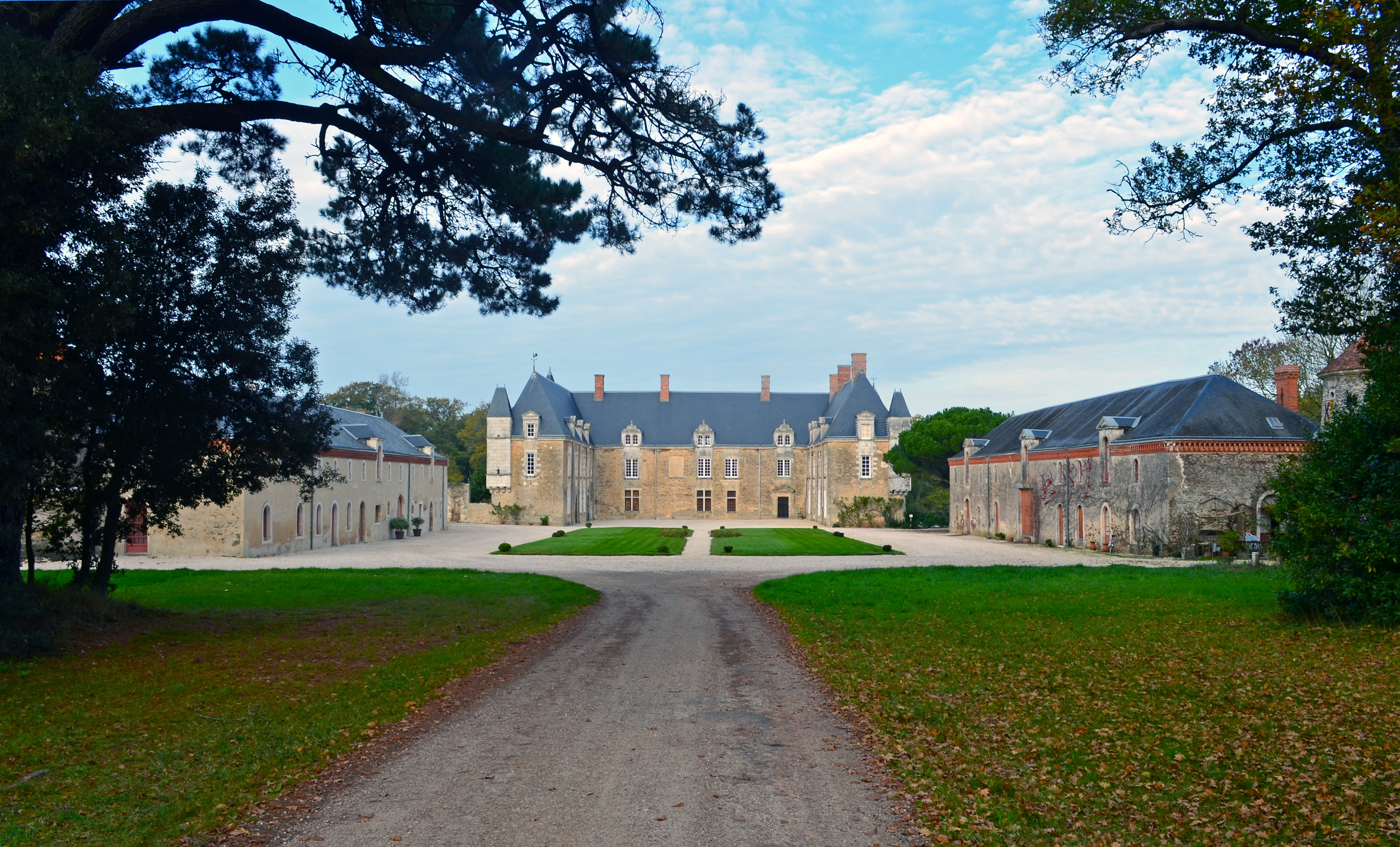
Château de Beaumarchais

## Armes et devise

### Armes Bascher
La famille de Bascher porte :
- Écartelé aux 1 et 4 d'argent à un chêne arraché de sinople, aux 2 et 3 d'argent à trois quintefeuilles de sinople[1],[13].

### Armes Bascher de Souché
La branche Bascher de Souché porta de son anoblissement en 1818 à son extinction en 1957 : 
- D'argent à une croix fleuronnée de sinople, chargée d'une épée d'or en pal et cantonnée aux 1er et 4e cantons de trois quintefeuilles d'azur et aux 2e et 3° d'un chêne arraché de sinople (d'après les lettres patentes de 1818)[1],[5].

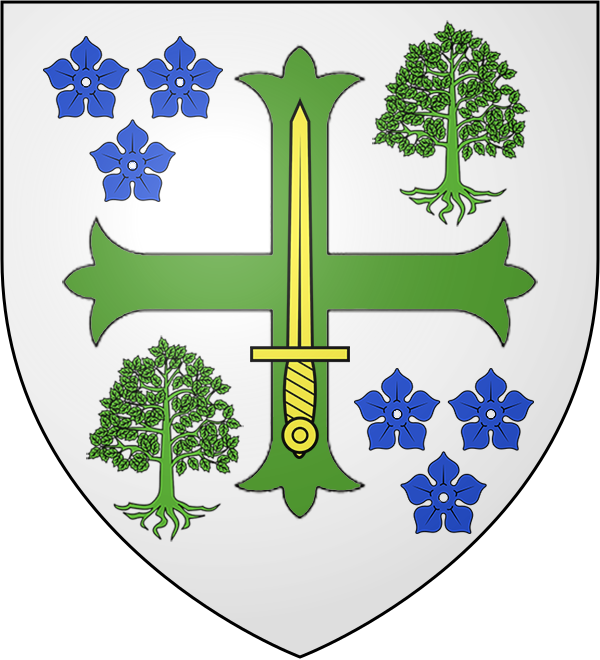

### Devise
Plusieurs versions de la devise de la branche de Bascher dite de Beaumarchais existent :
- Dieu, le Roi[14].
- Ma Foy, mon Roy.[15]

## Pour approfondir